# Budganja vas
Budganja vas este o localitate din comuna Žužemberk, Slovenia, cu o populație de 97 de locuitori.